# Грант, Тед
Тед Грант (англ. Ted Grant, при рождении Исаа́к Бланк (англ. Isaac Blank); 9 июля 1913, Джермистон, ЮАР — 20 июля 2006, Лондон) — британский троцкист, автор многих книг, теоретик марксизма, политик, один из основателей «Международной марксистской тенденции», участник антифашистского сопротивления.

## Биография
Тед Грант родился в Гермистоне, на окраине Йоханнесбурга, в семье эмигранта из России Макса Бланка и француженки Адель. После их развода Исаак остался жить с матерью, которой, чтобы заработать, приходилось сдавать квартиру. Одним из таких квартирантов был Ральф Ли, исключенный из Компартии ЮАР в ходе борьбы с троцкизмом. Он вёл с Исааком частые дискуссии, давал ему читать газету «The Militant», издававшуюся Коммунистической лигой Америки. Вместе они основали Большевистско-ленинскую лигу Южной Африки — небольшую троцкистскую группу, вскоре объединившуюся с другими троцкистскими организациями в Рабочую партию Южной Африки. Однако отсутствие поддержки партии в стране заставило их переехать в Англию.
Здесь Исаак Бланк меняет своё имя на Эдвард (Тед) Грант. Во время недолгой остановки во Франции он встречался с Л. Л. Седовым, членом Международного секретариата Международной коммунистической лиги. Уже в Британии Тед присоединился к Марксистской группе (МГ), работавшей внутри Независимой лейбористской партии.

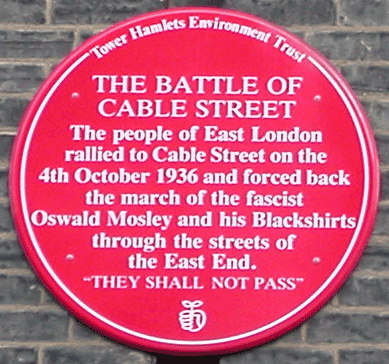
Памятная доска о событиях 4 октября 1936 года на Кабельной улице в Ист-Энде.

Грант был активным участником антифашистской борьбы в Англии в середине 1930-х годов. В 1936 году Тед участвовал в знаменитой битве на Кабельной улице. В то время Троцкий предлагает Марксистской группе переориентироваться на работу внутри Лейбористской партии, но руководство Марксистской группы не принимает его позицию. Тогда меньшинство организации во главе с Тедом Грантом выходит из МГ и формирует Большевистско-ленинскую группу (БЛГ), известную затем как Группа «Милитант». БЛГ стала действовать внутри молодёжной организации лейбористов — Лейбористской лиги молодёжи. Группа росла, однако в 1937 году в ней произошёл раскол, связанный с выборами руководства.
Несколько членов организации, включая Ральфа Ли и Теда Гранта, сформировали в декабре 1937 года Рабочую международную лигу. После возвращения Ральфа Ли в ЮАР, Тед Грант и Джок Хастон стали фактическими лидерами группы. В 1941 году Грант стал редактором газеты РМЛ «Youth for Socialism» («Молодёжь за социализм»), которая тогда же была переименована в «Socialist Appeal» («Социалистический призыв»).
В 1944 году несколько троцкистских групп в Великобритании — Революционная социалистическая лига Джерри Хили, Рабочая международная лига Теда Гранта и другие — объединяются. Резолюция о необходимости такого объединения была принята ещё в 1940 году Чрезвычайной конференцией Четвертого интернационала. После нескольких попыток международного руководства и руководства американской СРП добиться объединения, в 1944 году происходит формирование Революционной коммунистической партии (РКП).
В 1947 году в РКП происходит раскол по вопросу об энтризме (внедрении) в Лейбористскую партию. Согласно анализу, которого придерживалось международное руководство Четвёртого интернационала, капитализм в ближайшее время должен был погрузиться в глубокий кризис. Поэтому был необходим энтризм в реформистские организации, как массовые организации рабочего класса. Международное руководство поддержало меньшинство РКП во главе с Хили, а большинство осталось за Грантом и Хастоном. В 1949—1950 годах РКП была ликвидирована, а сторонники Хили в 1950 году создали организацию «The Club», ставшую официальной секцией Четвёртого интернационала. Бывшие лидеры РКП Тед Грант, Джок Хастон, Джимми Дин и многие другие были исключены из организации.
В мае 1951 года сторонники Гранта собирают конференцию в Лондоне, на которой ввиду малочисленности и слабости группы решают энтрироваться в Лейбористскую партию. Они называют себя Международной социалистической группой (МСГ) и учреждают двухмесячный журнал «The International Socialist». После раскола 1953 года МСГ фактически присоединяется к Четвёртому интернационалу. Тед становится освобожденным работником и редактирует новый журнал «Workers International Review» («Международное рабочее обозрение»). В 1957 году МСГ переименовывается в Революционную социалистическую лигу и строится в этот период как независимая открытая организация. В 1958 году группа становится официальной секцией Четвёртого интернационала.
С 1958 по 1963 год РСЛ издает газету «Socialist Fight» («Социалистическая борьба»), однако она выходит нерегулярно из-за отсутствия финансовых ресурсов. В 1964 году учреждается газета «Militant». В 1964 году руководство РСЛ расходится с Объединённым секретариатом Четвёртого интернационала по ряду вопросов, и создает собственную тенденцию. В 1974 году сторонники тенденции «Militant» из Британии, Швеции, Ирландии, Германии, Греции, Индии и Шри-Ланки создают Комитет за рабочий интернационал (КРИ).
В 1960—1970-е годы тенденция открыто действовала внутри «Молодых социалистов» (молодёжной организации Лейбористской партии, возрожденной в 1960 году), издавая свою газету. До начала 1980-х годов организация растет, но очень медленно.
Действительный рост организации начинается в период правительства Маргарет Тэтчер. Тогда «Militant» становится заметным фактором английской политики. В 1983—1984 годах растет влияние «Militant» среди шахтеров, член тенденции Джон Маккриди избирается Генеральный совет Конгресса профсоюзов, тенденция имеет трех депутатов в парламенте, её активисты руководят Ливерпульским муниципалитетом.

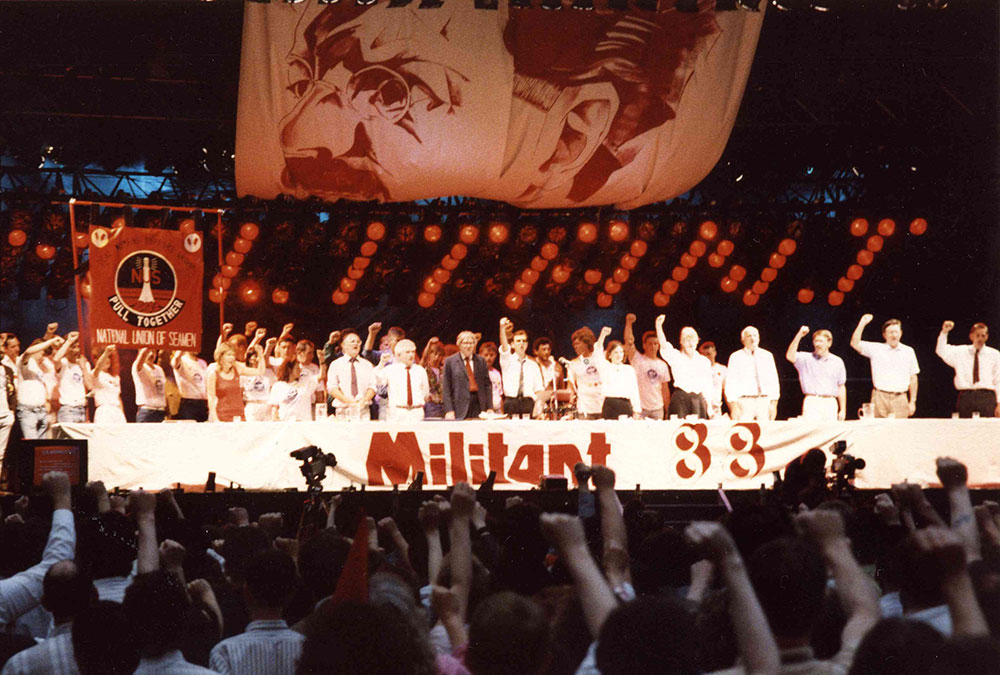
Тед Грант (в центре в пиджаке) на национальной конференции Милитант в Александра-палас.

Тогда же к ним меняется отношение со стороны руководства Лейбористской партии — в 1983 году Национальный исполком во главе с Майклом Футом исключает из партии редакционный совет «Militant»: политического редактора Теда Гранта, редактора Питера Таафа, Кейт Дикинсон, Линн Уолш и национального казначения Клэр Дойл.
К началу 1990-х годов внутри «Militant» возникает недовольство продолжающейся работой внутри Лейбористской партии. Большинство организации во главе Питером Таафом считало, что в тот период нужно было начинать строить открытые массовые организации. Тед Грант был противником такого подхода. Вокруг него, Алана Вудса, Роба Сьюэлла сформировалось меньшинство, которое в 1992 году было исключено из КРИ.
Сторонники Гранта из разных стран, вышедшие из КРИ, в 1992 году сформировали Комитет за марксистский интернационал. В 1992 году Грант и Вудс создали журнал «Socialist Appeal».
Умер Тед Грант в 2006 году.

## Основные идеи
Идейное наследие Теда Гранта определяется несколькими ключевыми пунктами. Во-первых, так называемые «социалистические» государства, созданные после Второй мировой войны Грант определял, как деформированные рабочие государства, то есть «пролетарские бонапартистские режимы». Тед Грант изначально не делал разницы между освобожденными Красной Армией государствами Восточной Европы и Советским Союзом. В частности, он развивал теорию пролетарского бонапартизма.
Грант придерживался классической схемы Троцкого, который считал, что бюрократия до тех пор защищает интересы рабочего класса, пока «защищает национализированные средства производства, планирование и монополию внешней торговли». В отличие от других тенденций, Грант полагал, что режимы в Бирме и Сирии смогут считаться деформированными рабочими государствами, когда национализируют промышленность и введут у себя экономическое планирование.
Другим важным пунктом является развитие идеи Троцкого 1930-х годов о тактике энтризма в контексте политики единого фронта. Согласно Гранту, троцкистские группы должны вливаться в массовые реформистские политические партии и профсоюзные объединения, практически осуществляя единый фронт в тех сложных для троцкистов условиях, которые сложились после 1945 года. В частности, начиная с 1950-х годов развивал собственную теорию энтризма (в противовес теории «глубокого энтризма» или «энтризма sui generis», разрабатываемой Мишелем Пабло). В одной из своих работ Грант писал:

«Классовое сознание не только меняется через забастовки. Если рабочие начинают борьбу на промышленном фронте, они затем выходят на политический фронт… Но делать это они могут только через их традиционные массовые организации, потому что массы не понимают маленьких групп, даже если у них правильные идеи…».